# Chromalizus socius
Chromalizus socius là một loài bọ cánh cứng trong họ Cerambycidae.